# Pierre Adrien Ekman
Pierre Gustave Adrien Ekman dit Pierre Adrien Ekman est un peintre, décorateur et écrivain français, né le 7 septembre 1904 à Moisson (Seine-et-Oise) et décédé le 12 septembre 1993 à Peille (Alpes-Maritimes).

## Biographie
Fils posthume de Pehr Gustaf Ekman, négociant, décédé le 1er mai 1904, dans un accident de voiture, sur la commune de Roissy-en-Brie (Seine-et-Marne), à la suite d'une collision avec un train qui coûte la vie notamment à son père, son frère aîné, Pierre Anders Eugène, ainsi qu'à sa tante maternelle, et de Isabelle Alina Carré, il est né le 7 septembre 1904 au domicile de son oncle par alliance situé à Moisson (Yvelines).
Par sa mère, il se trouve être le neveu de Erik Allan Auguste Österlind, époux de Joséphine Eugénie Carré, et de Félix Émile Marcotte, époux de Adrienne Claire Carré.
Il épouse Rosalie Anna Fontan dite Suzanne Fontan, artiste peintre ayant contribué à la renommée de la maison Nobilis, fondée en 1928, à Paris, spécialisée dans la confection de papiers-peints et de tissus.
Il décède le 12 septembre 1993 à Peille (Alpes-maritimes), à l'âge de 89 ans.

## Peinture et illustration
En sa qualité de peintre, il collabore, en 1928, aux illustrations d'une réédition des contes de Perrault, l'édition du tricentenaire dite des 33 graveurs.
Il participe, en janvier 1930, à l'exposition des décorateurs et des illustrateurs du Livre organisée au Cercle de la Librairie, à Paris, où sa présence est saluée.
Il illustre, en 1947, une réédition du roman de Charles Baudelaire, Les Pièces condamnées,.
Il est chargé, en 1983, de la restauration de fresques de 1526, signées de Andrea de Cella, dans la chapelle Notre-Dame del Bosc située sur le chemin conduisant à la Roquette-sur-Var (Alpes-maritimes) et dominant le poste d'amarrage du bac qui reliait Saint-Martin à Gilette.

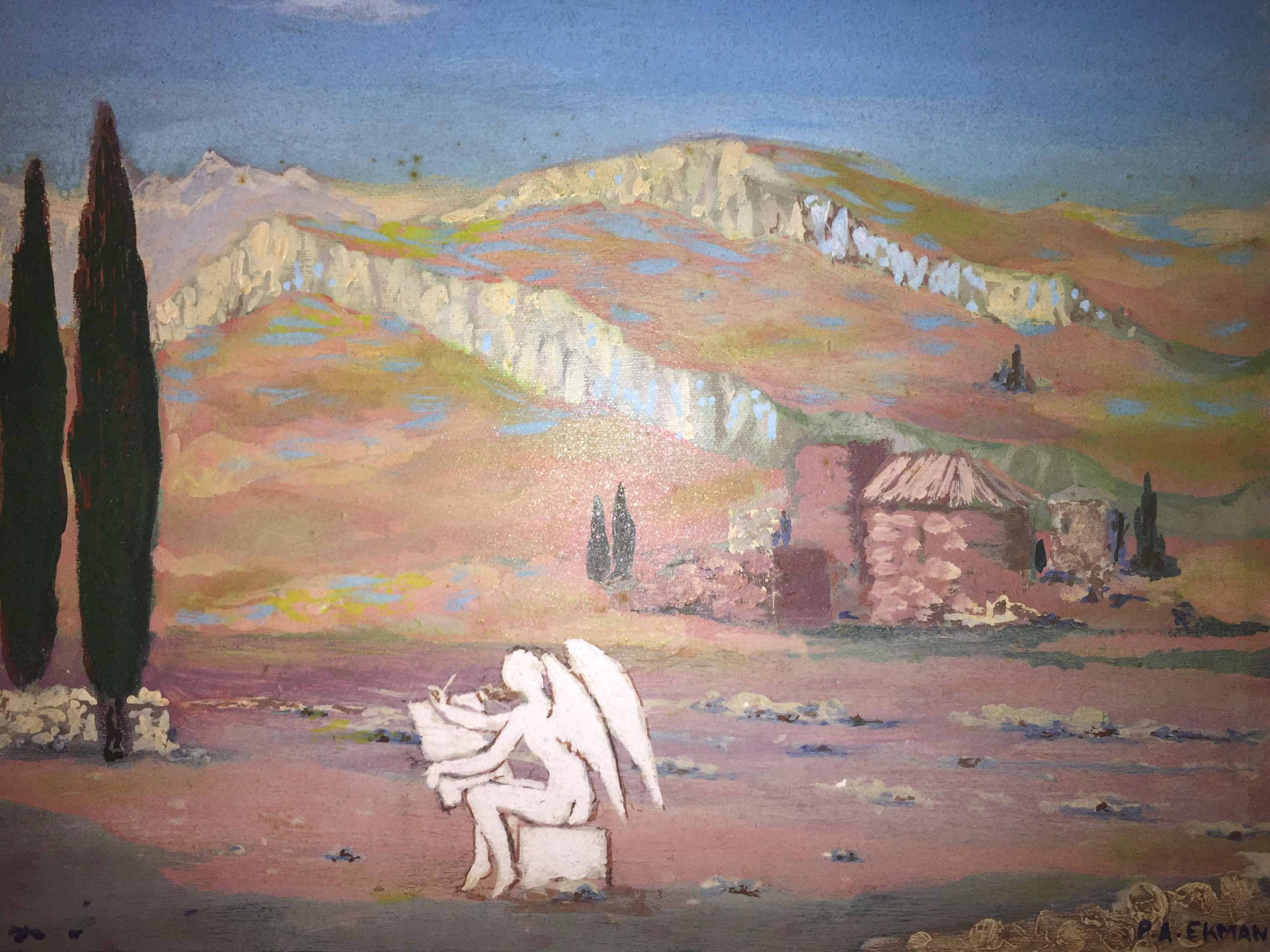
Provence

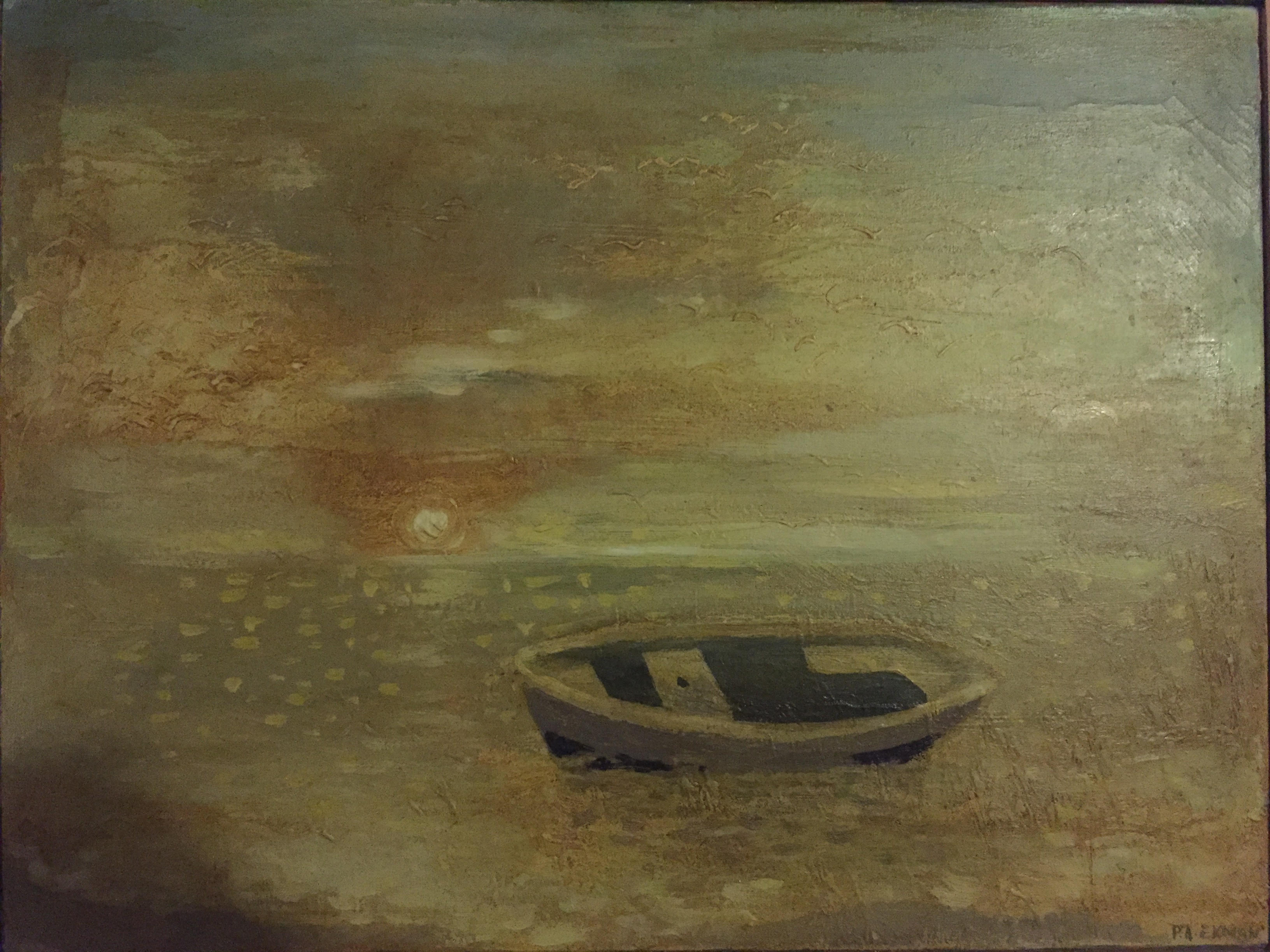
marée basse

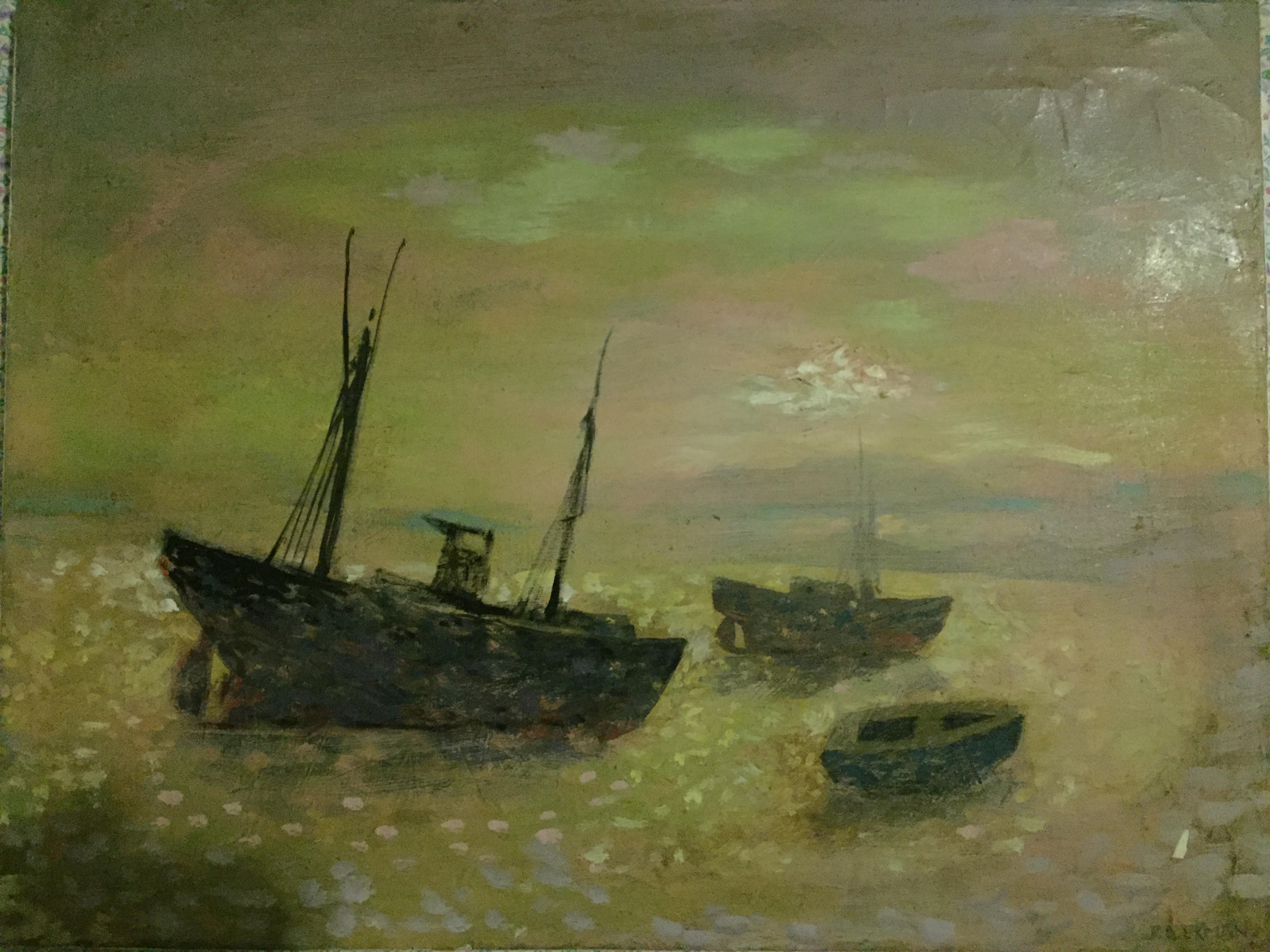
marée

Sa renommée en tant que peintre demeure plus confidentielle. Voici quelques exemples de ses œuvres :

## Décoration
Essentiellement connu pour son œuvre graphique aux inspiration parfois proches du fantastique et rappelant, par certains aspects, le travail de Dali, il produit de nombreux travaux décoratifs, dans différents mediums, dont certains sont transformés en tapisseries.
Il collabore, au cours de sa carrière, avec le décorateur René Drouet, sur des pièces de mobilier et des intérieurs, notamment l'aménagement d'un hall hexagonal, décoré avec des vues de Toscane, encadrées par des rideaux, qui est mis à l'honneur dans une édition de Les décorateurs des années 40. Il travaille également sur des décors de théâtre et collabora avec de grands ébénistes notamment Dunand.
Il participe au Salon des artistes décorateurs qui se tient, au Grand Palais, à Paris, au printemps 1935. Ainsi est exposée une chambre, réalisée en collaboration avec René Prou, constituée de lits en rotin et nattes claires, de fins rideaux de mousseline qui séduit par sa fraîche harmonie. Il propose également un panneau décoratif, de sa propre conception, décrit comme « spirituellement conçu et d'une délicate unité en ses accords de gris ».
Un hommage est rendu à l'ensemble de son œuvre en matière de décoration, à l'occasion d'une exposition se tenant au Musée Denon de Chalon-sur-Saône, d'octobre à décembre 1975.

## Écriture
Dès le milieu des années 1950, il s'essaie à l'écriture et publie ainsi, aux éditions Gallimard, plusieurs romans comme La Praia, en 1956, Ariane des Tropiques, en 1957, Le festin de l'Urubu, en 1958, Les enfants des collines, en 1959, Maria des quatre vents, en 1960, et Été sicilien, en 1964.

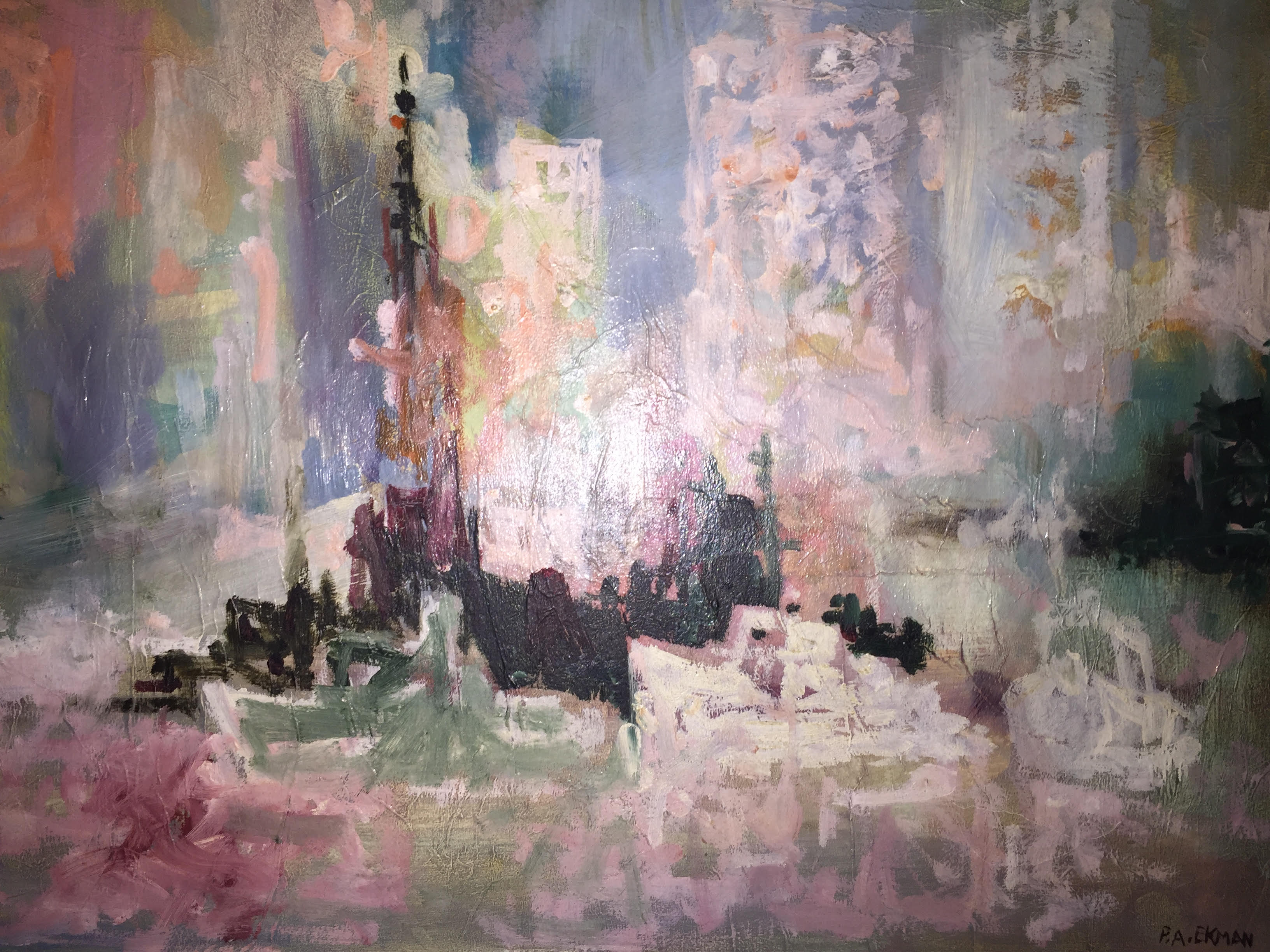
Rottermam
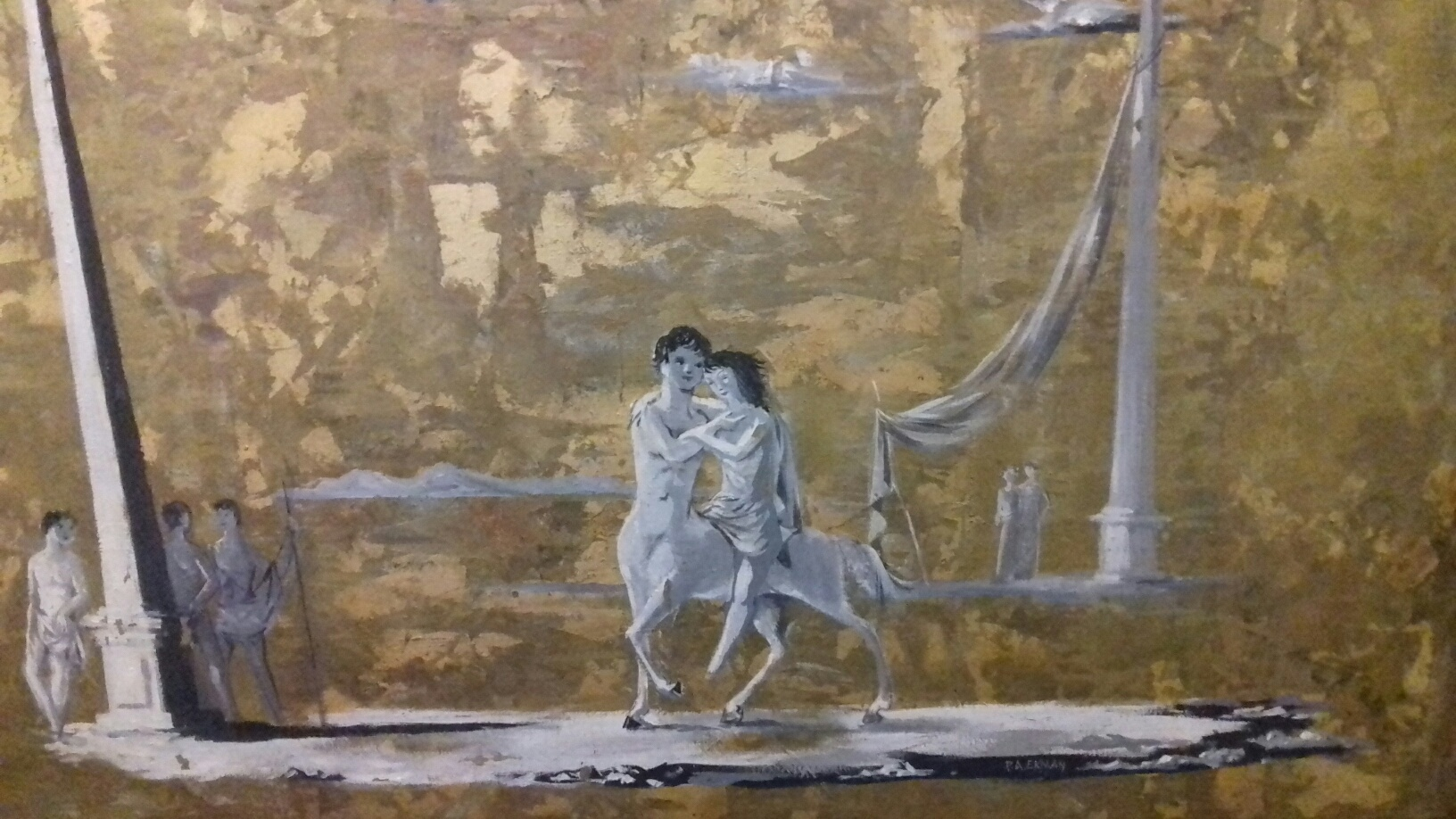
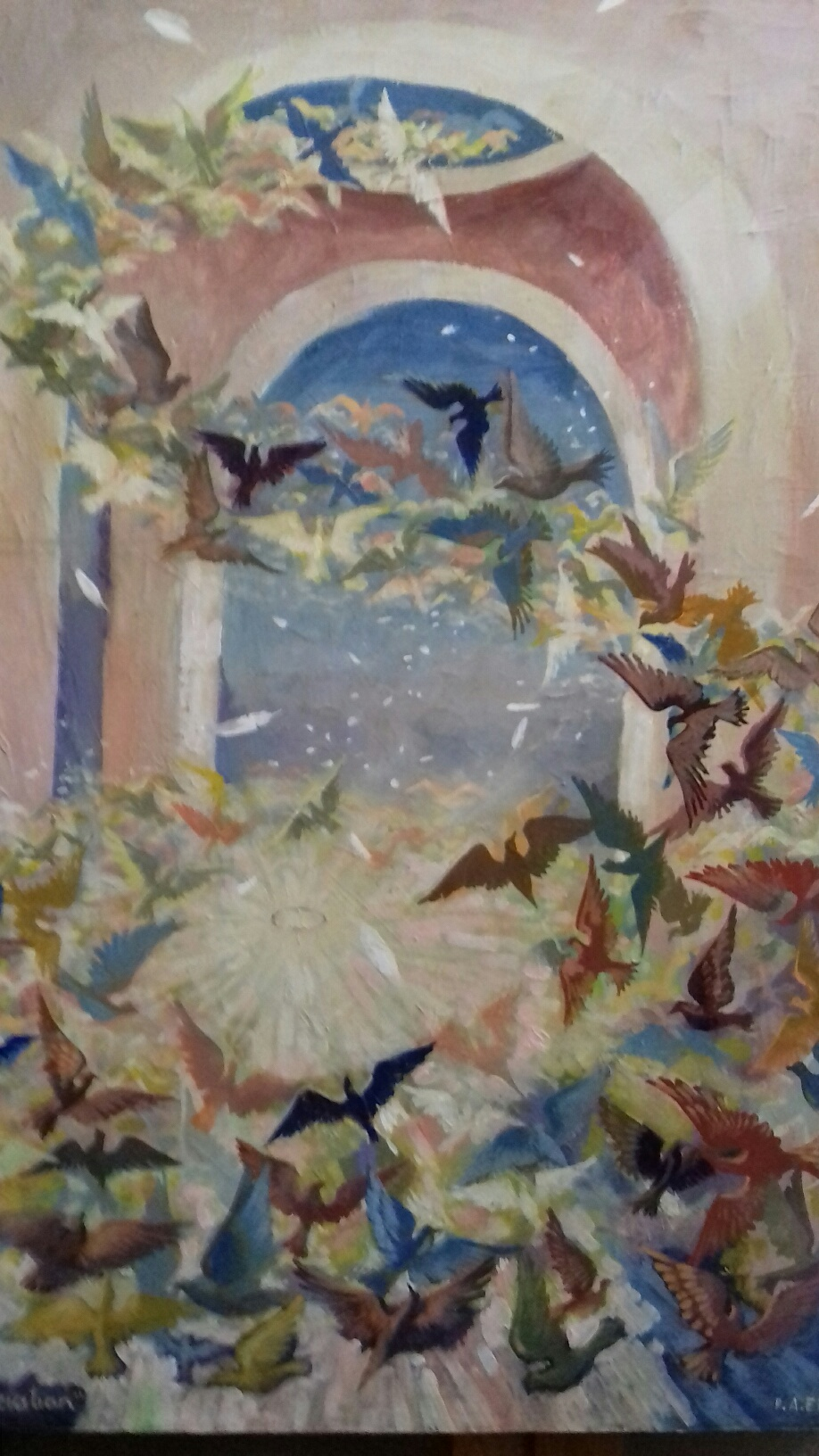
Annonciation